# Palterndorf-Dobermannsdorf
Palterndorf-Dobermannsdorf je městys v okrese Gänserndorf v rakouské spolkové zemi Dolní Rakousy.

## Geografie
Palterndorf-Dobermannsdorf leží v pahorkovité krajině ve východní části Weinviertelu (vinné čtvrti) na historické jantarové stezce v údolí řeky Zayy. Plocha městyse je 18,64 čtverečních kilometrů a 2,2 % plochy je zalesněno.

### Katastrální území
- Dobermannsdorf
- Palterndorf

### Sousední obce
Sousední obce ve směru hodinových ručiček (od severu)
- Hausbrunn
- Hohenau an der March
- Ringelsdorf-Niederabsdorf
- Zistersdorf
- Neusiedl an der Zaya

## Historie
Roku 1290 daroval Leutold von Kuenring patronátní právo ke kostelu Paltramendorf řádu německých rytířů. Řád německých rytířů v Palterndorfu (a vinařství v Dobermannsdorfu) podporoval výstavbu míst a obcí. V roce 1991 byla obec povýšena na městys.

### Vývoj počtu obyvatel
- 1971 1538
- 1981 1404
- 1991 1304
- 2001 1264

## Politika
Starostou městyse je Herbert Nowohradsky a vedoucím kanceláře Markus Höß.
Obecní zastupitelstvo po obecních volbách v roce 2010 má 19 křesel. Jsou rozdělena podle získaných mandátů takto
- ÖVP 15
- SPÖ 2
- FPÖ 2

## Pamětihodnosti
- Obranná věž ze 14./15. století v Palterndorfu
- Pozdně gotický Morový sloup v Palterndorfu
- Sklepní ulice v Dobermannsdorfu

## Hospodářství a infrastruktura
Nezemědělských pracovišť bylo v roce 2001 35, zemědělských a lesnických pracovišť bylo v roce 1999 79. Počet výdělečně činných osob v místě bydliště bylo při sčítání lidu v roce 2001 529, tj. 42,16 %.
Dobermannsdorf má neúměrně velké nádraží, které má dokonce osm kolejí. Velká nádraží je jednak křižovatkou dvou železničních tratí a slouží také pro obsluhu sousedních velkých naftových skladů, odkud se po skončení druhé světové války jako válečné reparace vyvážela ropa do Sovětského svazu. Přeprava osob byla v Dobermannsdorfu v roce 1988 zastavena.